# Cella (Hiszpania)
Cella – gmina w Hiszpanii, w prowincji Teruel, w Aragonii, o powierzchni 124,68 km². W 2011 roku gmina liczyła 2878 mieszkańców.